# OSR2
OSR2 (англ. Odd-skipped related transciption factor 2) – білок, який кодується однойменним геном, розташованим у людей на короткому плечі 8-ї хромосоми. Довжина поліпептидного ланцюга білка становить 312 амінокислот, а молекулярна маса — 35 513.
| 10         |  | 20         |  | 30         |  | 40         |  | 50         |
| ---------- |  | ---------- |  | ---------- |  | ---------- |  | ---------- |
| MGSKALPAPI |  | PLHPSLQLTN |  | YSFLQAVNTF |  | PATVDHLQGL |  | YGLSAVQTMH |
| MNHWTLGYPN |  | VHEITRSTIT |  | EMAAAQGLVD |  | ARFPFPALPF |  | TTHLFHPKQG |
| AIAHVLPALH |  | KDRPRFDFAN |  | LAVAATQEDP |  | PKMGDLSKLS |  | PGLGSPISGL |
| SKLTPDRKPS |  | RGRLPSKTKK |  | EFICKFCGRH |  | FTKSYNLLIH |  | ERTHTDERPY |
| TCDICHKAFR |  | RQDHLRDHRY |  | IHSKEKPFKC |  | QECGKGFCQS |  | RTLAVHKTLH |
| MQESPHKCPT |  | CGRTFNQRSN |  | LKTHLLTHTD |  | IKPYSCEQCG |  | KVFRRNCDLR |
| RHSLTHTPRQ |  | DF         |  |            |  |            |  |            |

A: Аланін

C: Цистеїн

D: Аспарагінова кислота

E: Глутамінова кислота

F: Фенілаланін

G: Гліцин

H: Гістидин

I: Ізолейцин

K: Лізин

L: Лейцин

M: Метіонін

N: Аспарагін

P: Пролін

Q: Глутамін

R: Аргінін

S: Серин

T: Треонін

V: Валін

W: Триптофан

Задіяний у такому біологічному процесі, як альтернативний сплайсинг. 
Білок має сайт для зв'язування з іонами металів, іоном цинку. 
Локалізований у ядрі.